# Ptooff!
| Recensione          | Giudizio    |
| ------------------- | ----------- |
| AllMusic            | [ 1 ]       |
| Sputnikmusic        | 3.5 (Great) |
| Piero Scaruffi      | [ 3 ]       |
| Storia della musica | [ 4 ]       |
| 24.000 dischi       | [ 5 ]       |

Ptooff! è il primo album discografico del gruppo musicale inglese di rock psichedelico The Deviants, pubblicato dall'etichetta discografica Underground Impresarios nel 1967.

## Tracce
Lato A
1. Opening – 0:05 (Cord Rees, Mick Farren, Russell Hunter, Sid Bishop, Stephen Sparkes)
2. I'm Coming Home – 5:52 (Mick Farren, Russell Hunter, Sid Bishop)
3. Child of the Sky – 4:25 (Cord Rees, Hammond, Mick Farren)
4. Charlie – 3:50 (Mick Farren, Sid Bishop)
5. Nothing Man – 4:22 (Jack Henry Moore, Mick Farren)

Lato B
1. Garbage – 5:32 (Mick Farren, Russell Hunter, Sid Bishop)
2. Bun – 2:35 (Cord Rees)
3. Deviation Street – 9:08 (Mick Farren)

## Formazione
- Sid Bishop - chitarra, sitar
- Mick Farren - voce solista, pianoforte
- Russ Hunter - batteria, voce

Altri musicisti
- Cord Rees - chitarra spagnola
- M. J. McDonnell - basso
- Duncan Sanderson - basso, voce, borbottio
- Jennifer Ashworth - voce, borbottio
- Stephen Sparkes - voce, borbottio

Note aggiuntive
- Johnathon Weber - produttore
- Stephen Sparkes - A&R
- Sid Bishop, Mick Farren, Russ Hunter, Cord Rees e Duncan Sanderson - arrangiamenti
- Registrazioni effettuate al Sound Techniques di Londra (Inghilterra)
- John Pantry e Victor Gamm - ingegneri delle registrazioni
- J. Henry Moore - assembly e direzione musicale (brano: Nothing Man)
- Kipps - design copertina e artwork[6]